# Élections à l'Assemblée des experts iranienne de 2016
Les élections à l'Assemblée des experts de 2016 se déroulent en Iran le 26 février 2016 afin de renouveler les 88 sièges de l'Assemblée des experts.

## Analyse
Un total de 801 candidatures sont soumises, dont seules 161 sont approuvées par le Conseil des gardiens, soit 20,09 %. Sur les 54 915 024 électeurs inscrits sur les listes électorales, 33 480 548 participent au scrutin, soit un taux de participation de 60,97 %.
Les élections voient la défaite des modérés et réformateurs, et la victoire en demi-teinte des principalistes, le gouvernement ayant fait invalider par le Conseil des gardiens de la Constitution les candidatures des principaux candidats modérés. Le scrutin intervient en effet dans un contexte d'opposition entre principalistes, menés par le Guide suprême Ali Khamenei, et modérés, menés par le Président de la république Hassan Rohani avec le soutien d'Hachemi Rafsandjani, un des fondateurs de la république islamique. Si les deux camps se déclarent vainqueur, la situation se révèle finalement plus complexe en raison des luttes d'influence entre les factions politiques. Bien que largement vainqueur dans la capitale Téhéran et détenteur d'une majorité relative des sièges, les modérés ne parviennent pas à s'imposer, tandis que les élus principalistes totalisent ensemble la majorité absolue qui leur permet de faire élire à la présidence de l'assemblée Ahmad Jannati — membre de l'Association du clergé militant dont la candidature suscitait l'opposition farouche des modérés —, mais demeurent divisés en plusieurs formations hétéroclites,.

## Suites
| Candidats                | Candidats                 | Voix | %     |  |
| ------------------------ | ------------------------- | ---- | ----- |  |
|                          | Ahmad Jannati             | 51   | 60,00 |  |
|                          | Ibrahim Amini             | 21   | 24,71 |  |
|                          | Mahmoud Hashemi Shahroudi | 13   | 15,29 |  |
|                          |                           |      |       |  |
| Votes valides            | Votes valides             | 85   | 98,84 |  |
| Votes blancs et nuls     | Votes blancs et nuls      | 1    | 1,16  |  |
| Total                    | Total                     | 86   | 100   |  |
| Abstention               | Abstention                | 2    | 2,27  |  |
| Inscrits / participation | Inscrits / participation  | 88   | 97,73 |  |